# Білоус Дмитро Павлович
Дмитро Павлович Білоус (1907?, місто Конотоп, тепер Сумської області — ?) — український радянський діяч, токар Конотопського паровозовагоноремонтного заводу Чернігівської (Сумської) області. Депутат Верховної Ради СРСР 1-го скликання.

## Життєпис
Народився в родині робітника-слюсаря. У трирічному віці, після смерті батька, переїхав з матір'ю в село Митченки (біля Батурина), де закінчив початкову школу. Працював столярем у селах на Чернігівщині.
З 1930 року — чорнороб на залізниці в місті Конотопі, чорнороб Конотопського паровозовагоноремонтного заводу. Потім опанував токарну справу.
На 1937 рік — токар Конотопського паровозовагоноремонтного заводу Чернігівської (тепер Сумської) області. Ударник праці, стахановець заводу.
Кандидат у члени ВКП(б) з квітня 1938 року.
Подальша доля невідома.